# روان بربور
روان بربور (10 يوليو 1922 - 19 مايو 2004) (بالإنجليزية: Rowan Barbour)‏ هو لاعب كريكت نيوزلندي.

## وصلات خارجية
- روان بربور على موقع إي آس بي آن كريك إنفو (الإنجليزية)